# Primera Liga de Brasil de 2016
La Primera Liga de Brasil de 2016 (conocida informalmente como Copa Sur-Minas-Río de 2016) fue la primera edición de un campeonato de fútbol de Brasil realizado entre clubes de los estados brasileños de Minas Gerais, Santa Catarina, Río Grande del Sur, Paraná y Río de Janeiro que se disputó desde el 27 de enero hasta el 20 de abril de 2016.
El torneo surgió a principios de 2015 como una iniciativa de ocho clubes para volver a realizar la Copa Sur-Minas, luego del éxito de la Copa do Nordeste. Más tarde se incorporaron los clubes cariocas Flamengo y Fluminense, lo que desencadenó un conflicto entre la Primera Liga, la Federación Carioca y la Confederación Brasileña de Fútbol. Finalmente, la CBF autorizó el torneo en condición de partidos amistosos.
El partido clásico Grêmio - Internacional también fue válido por el Campeonato Gaúcho.
La pelota empleada en el torneo fue la Penalty Campo Pro.

## Equipos
Participan doce equipos del sur y sureste de Brasil:
| Paraná - Atlético Paranaense - Coritiba Santa Catarina - Avaí - Criciúma - Figueirense Río Grande del Sur - Grêmio - Internacional | Minas Gerais - Cruzeiro - América Mineiro - Atlético Mineiro Río de Janeiro - Flamengo - Fluminense |

## Fase de grupos
La fase de grupos se disputó a una rueda del 27 de enero al 10 de marzo.

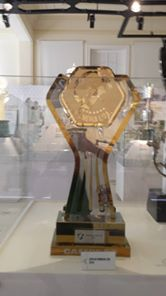
Primeira Liga 2016

### Grupo A
| Pos | Equipo              | PF | PG | PE | PP | Goles | Puntos |
| --- | ------------------- | -- | -- | -- | -- | ----- | ------ |
| 1   | Fluminense          | 3  | 2  | 0  | 1  | +2    | 6      |
| 2   | Atlético Paranaense | 3  | 2  | 0  | 1  | +1    | 6      |
| 3   | Cruzeiro            | 3  | 1  | 1  | 1  | 0     | 4      |
| 4   | Criciúma            | 3  | 0  | 1  | 2  | -3    | 1      |

### Grupo B
| Pos | Equipo        | PF | PG | PE | PP | Goles | Puntos |
| --- | ------------- | -- | -- | -- | -- | ----- | ------ |
| 1   | Internacional | 3  | 1  | 2  | 0  | +3    | 5      |
| 2   | Grêmio        | 3  | 1  | 2  | 0  | +1    | 5      |
| 3   | Coritiba      | 3  | 1  | 1  | 1  | +2    | 4      |
| 4   | Avaí          | 3  | 0  | 1  | 2  | -6    | 1      |

### Grupo C
| Pos | Equipo           | PF | PG | PE | PP | Goles | Puntos |
| --- | ---------------- | -- | -- | -- | -- | ----- | ------ |
| 1   | Flamengo         | 3  | 2  | 1  | 0  | +3    | 7      |
| 2   | Figueirense      | 3  | 1  | 1  | 1  | 0     | 4      |
| 3   | América Mineiro  | 3  | 1  | 1  | 1  | 0     | 4      |
| 4   | Atlético Mineiro | 3  | 0  | 1  | 2  | -3    | 1      |

## Fase final
Los ganadores de los tres grupos y el mejor segundo avanzaron a semifinales. Los dos ganadores disputaron la final.

### Semifinales
| 23 de marzo de 2016, 19:15 | Fluminense                                              | 2:2 (1:1) (3:2 p.)         | Internacional                                             | Estadio Mané Garrincha, Brasilia |  |
|                            | Osvaldo 29' 60'                                         | Reporte                    | Vitinho 24' 85'                                           |                                  |  |
|                            |                                                         | Tiros desde el punto penal |                                                           |                                  |  |
|                            | Gustavo Scarpa · Cícero · Marcos Júnior · Felipe Amorim |                            | Eduardo Sasha · Vitinho · Marquinhos · Jackson · Anderson |                                  |  |

| 23 de marzo de 2016, 21:30 | Flamengo | 0:1 (0:0) | Atlético Paranaense  | Estadio Mario Helênio, Juiz de Fora |  |
|                            |          | Reporte   | Marcos Guilherme 62' |                                     |  |

### Final
| 20 de abril de 2016, 21:45 | Fluminense        | 1:0 (0:0) | Atlético Paranaense | Estadio Mario Helênio, Juiz de Fora |                                 |
|                            | Marcos Júnior 80' | Reporte   |                     | Asistencia: 23.985 espectadores     | Asistencia: 23.985 espectadores |

| Primeira Liga de Brasil de 2016 |
| ------------------------------- |
| FLUMINENSE Campeón (1º título)  |
|                                 |

## Goleadores
- Actualizado el 21 de abril de 2016 a las  13h10.[3]

| Goles | Jugador        | Equipo        |
| ----- | -------------- | ------------- |
| 3     | Paolo Guerrero | Flamengo      |
| 3     | Diego Souza    | Fluminense    |
| 2     | Gerson         | Fluminense    |
| 2     | Leandro        | Coritiba      |
| 2     | Osvaldo        | Fluminense    |
| 2     | Rafael Silva   | Cruzeiro      |
| 2     | Vitinho        | Internacional |

## Espectadores
Fase de grupos
- Grêmio - Internacional (Arena do Grêmio): 44.289 espectadores
- Atlético Paranaense - Criciúma (Arena da Baixada): 33.270 espectadores
- Atlético Mineiro - Flamengo (Estadio Mineirão): 30.378 espectadores
- Cruzeiro - Fluminense (Estadio Mineirão): 21.118 espectadores
- Flamengo - América Mineiro (Estadio Kléber Andrade): 17.167 espectadores
- Internacional - Coritiba (Estádio Beira-Rio): 13.092 espectadores
- Grêmio - Coritiba (Arena do Grêmio): 11.118 espectadores

Fase final
- Fluminense - Internacional (Estadio Mané Garrincha): 4.624 espectadores
- Flamengo - Atlético Paranaense (Estadio Mario Helênio): 12.917 espectadores
- Fluminense - Atlético Paranaense (Estádio Mario Helênio): 23.985 espectadores